# 王玉柱 (1935年)
王玉柱（1935年11月—），男，汉族，辽宁义县人，中华人民共和国政治人物，哈尔滨科技大学教授，黑龙江省政协原副主席，中国民主同盟中央委员会原常务委员，第九届全国政协委员。